# Halvor Møgster
Halvor Olai Larsen Møgster (Austevoll, 21 de diciembre de 1875-Austevoll, 22 de febrero de 1950) fue un deportista noruego que compitió en vela en la clase 12 Metre. Participó en los Juegos Olímpicos de Amberes 1920, obteniendo una medalla de oro en la clase 12 Metre.

## Palmarés internacional
| Juegos Olímpicos | Juegos Olímpicos  | Juegos Olímpicos | Juegos Olímpicos        |
| Año              | Lugar             | Medalla          | Clase                   |
| ---------------- | ----------------- | ---------------- | ----------------------- |
| 1920             | Amberes (Bélgica) | Medalla de oro   | 12 Metre (sistema 1907) |